# Ein starkes Team: Mörderisches Wiedersehen
Mörderisches Wiedersehen ist ein deutscher Fernsehfilm von Michael Steinke aus dem Jahr 1996. Es handelt sich um die vierte Folge der Krimiserie Ein starkes Team mit Maja Maranow und Florian Martens in den Hauptrollen.

## Handlung
Der vierte Fall führt das starke Team nach Frankreich. Der Ex-Söldner Jan Steinbeck flieht nach einem Raubüberfall in Frankreich aus der Untersuchungshaft. Die lokale Polizei ist sicher, dass Steinbecks Ziel Berlin ist. Dort wohnt seine frühere Geliebte Carmen Vorberg und dort hat er vermutlich Zugang zu Geldmitteln. Der französische Kommissar Pierre Duchamp wird für die Ermittlungen ins SEK von Daniela Heitberg integriert. Die Fahndungsgruppe mietet sich in einer Wohnung direkt gegenüber von Vorbergs Loft ein. Das Loft ist ein ehemaliger Fabrikbau, der mit großen, bodentiefen Fenstern ideal für die Observation mit Kameras ist. Die Zeit bis zu Jans erwarteter Rückkehr bietet Gelegenheit zu Außerdienstlichem. Die männlichen Mitglieder der Gruppe sind vor allem begeistert von der Möglichkeit, heimlich die attraktive Carmen zu beobachten. Duchamp flirtet unverhohlen mit Verena, die ebenfalls nicht uninteressiert zu sein scheint, was Otto argwöhnisch registriert. Otto wiederum ergreift rein dienstlich die Initiative und nimmt unter einem Vorwand Kontakt zu Carmen auf. Zwischen den beiden funkt es sofort. Bei einer abendlichen Verabredung in einem spanischen Lokal bietet sich die einmalige Gelegenheit, Otto Garber beim Flamenco-Tanz zu erleben. Anschließend kommt es in Carmens Loft zu einer heißen Annäherung, sehr zum Vergnügen der beobachtenden Kollegen. Die Gemütlichkeit endet am nächsten Tag, als Jan eintrifft. Er mietet sich in einem nahe gelegenen Hotel ein. Als Paketbote verkleidet gelingt ihm unerkannt der Zutritt zu Carmens Wohnung. Bei Carmen flammen sofort wieder ihre alten Gefühle für den Ex auf. Jan verlangt von ihr, den Inhalt eines Bankschließfachs abzuholen und sich danach mit ihm zur weiteren Flucht zu treffen. Carmen wendet sich verzweifelt an Otto, dessen wahre Identität sie inzwischen kennt. Sie holt in Ottos Begleitung und von der Polizei beschattet den Inhalt des Schließfachs ab, 900.000 Mark in bar. Anschließend entwaffnet sie Otto völlig überraschend und zwingt ihn mit vorgehaltener Pistole, sie zum Treffpunkt mit Jan zu fahren. Es folgt der Showdown auf einem weitläufigen Bahngelände, wo Jan schließlich überwältigt werden kann.

## Hintergrund
Mörderisches Wiedersehen wurde in Berlin und Brandenburg gedreht und am 13. April 1996 um 20:15 Uhr im ZDF erstausgestrahlt.

## Drehorte (Auswahl)
- Pierre Duchamps Hotel war das Intercontinental in der Budapesterstraße 2
- Carmens Loft und die Wohnung der SEK-Gruppe waren in der Pfuelstrasse 5
- Die Rasthofszene während Jans Anreise wurde an der A9 am Rasthof Fläming West gedreht
- Jans Hotel war das Hotel Sachsenhof in der Motzstraße 7
- Die Aussprache zwischen Carmen und Otto wurde am Ufer beim Spreespeicher, Stralauer Allee 3, gefilmt
- Das Bankschliessfach war bei der Deutschen Bank, Filiale Otto-Suhr-Allee 6-16
- Der Showdown am Bahngelände wurde am Bahnhof Berlin-Rummelsburg und am 35 Kilometer entfernten Rangierbahnhof Wustermark  gedreht.

## Kritik
Die Kritiker der Fernsehzeitschrift TV Spielfilm fanden, die Story der vierten Episode Mörderisches Wiedersehen „haut einen nicht gerade vom Hocker“. Sie urteilten: „Ganz okay, aber kein Ausreißer nach oben“ und werteten den Film mit dem Daumen zur Seite.